# Nina Pinzarrone
Nina Pinzarrone (Bruxelles, 24 novembre 2006) è una pattinatrice artistica su ghiaccio belga.

## Biografia
Pinzarrone è nata il 24 novembre 2006 a Bruxelles: ha origini italiane da parte del padre Mario mentre sua madre Laurence Novalet è originaria della capitale belga. Ha una sorella maggiore, Lily, anche lei una pattinatrice artistica. La lingua madre di Nina è il francese, ma pattina nelle Fiandre e frequenta una scuola olandese. Poiché suo padre è di origini italiane, ha studiato la lingua italiana per un anno come quarta lingua ma non la parla.

## Carriera

### Primi anni
Nina Pinzarrone iniziò a pattinare nel 2010 all'età di tre anni. Nina seguì la scelta di sua sorella Lily, che si era interessata al pattinaggio dopo averlo visto in televisione.

### Stagione 2021-22: debutto internazionale junior
Nina Pinzarrone fece il debutto internazionale junior e ISU Junior Grand Prix ad agosto al JGP France II 2022, il secondo dei due eventi JGP ospitati a Courchevel, in Francia. Si classificò quinta nel programma corto e sesta in quello libero, piazzandosi infine sesta assoluta. Al suo secondo incarico al JGP, il JGP Slovenia del 2022, la Pinzarrone replicò il suo programma corto e i piazzamenti sui programma libero di Courchevel, ma arrivò quinta nella classifica generale.
La Pinzarrone non gareggiò di nuovo fino al novembre 2021, quando vinse facilmente il suo secondo titolo nazionale junior belga. Dopo la sua vittoria, tra dicembre 2021 e febbraio 2022, conquistò i titoli femminili junior alla Santa Claus Cup, all'Icelab International Cup e al Dragon Trophy. Successivamente si classificò settima alla Challenge Cup svoltasi nel marzo del 2022.
Ad aprile la Pinzarrone gareggiò al suo primo Campionato del Mondo Junior. Inizialmente settima nel programma corto, scese al sedicesimo nel programma libero dopo una serie di contrattempi, finendo infine all'undicesimo posto assoluto.

### Stagione 2022-23: debutto internazionale senior
Nel luglio del 2022 Nina Pinzarrone venne assegnata al suo primo Gran Prix ISU, il MK John Wilson Trophy 2022. Ad agosto ricevette un secondo incarico, in sostituzione della pattinatrice sudcoreana Lim Eun-soo allo Skate Canada International del 2022. Successivamente si ritirò da entrambi gli eventi a causa di un infortunio all'anca, che successivamente si rivelò essere una doppia frattura da stress.
In seguito al recupero, la Pinzarrone vinse la medaglia d'argento al Trofeo Lettonia. Dopo aver acquisito i minimi tecnici da senior, le venne assegnato per la prima volta il compito di competere ai Campionati Europei, insieme alla campionessa nazionale belga di lunga data Loena Hendrickx. Il suo allenatore dichiarò che i suoi obiettivi principali per l'evento erano raggiungere il punteggio minimo per prendere il secondo posto del Belgio ai Campionati del mondo più avanti nella stagione. La Pinzarrone sottovalutò la seconda parte della sua combinazione di salti nel programma corto, ma concluse comunque sesta nel segmento. In seguito al programma corto salì al quinto posto. Nina Pinzarrone ottenne il secondo miglior punteggio tecnico nel pattino libero.
A causa del piazzamento della Hendrickx ai Campionati del mondo dell'anno precedente, il Belgio aveva tre posti nella gara femminile di Saitama. La Pinzarrone, la Hendrickx e la medaglia d'argento nazionale Jade Hovine avevano tutti i punteggi minimi necessari per partecipare, costituendo la più grande delegazione femminile belga nella storia dell'evento. Nina Pinzarrone concluse il mondiale all'undicesimo posto.

### Stagione 2023-24: bronzo europeo e medaglie del Gran Premio

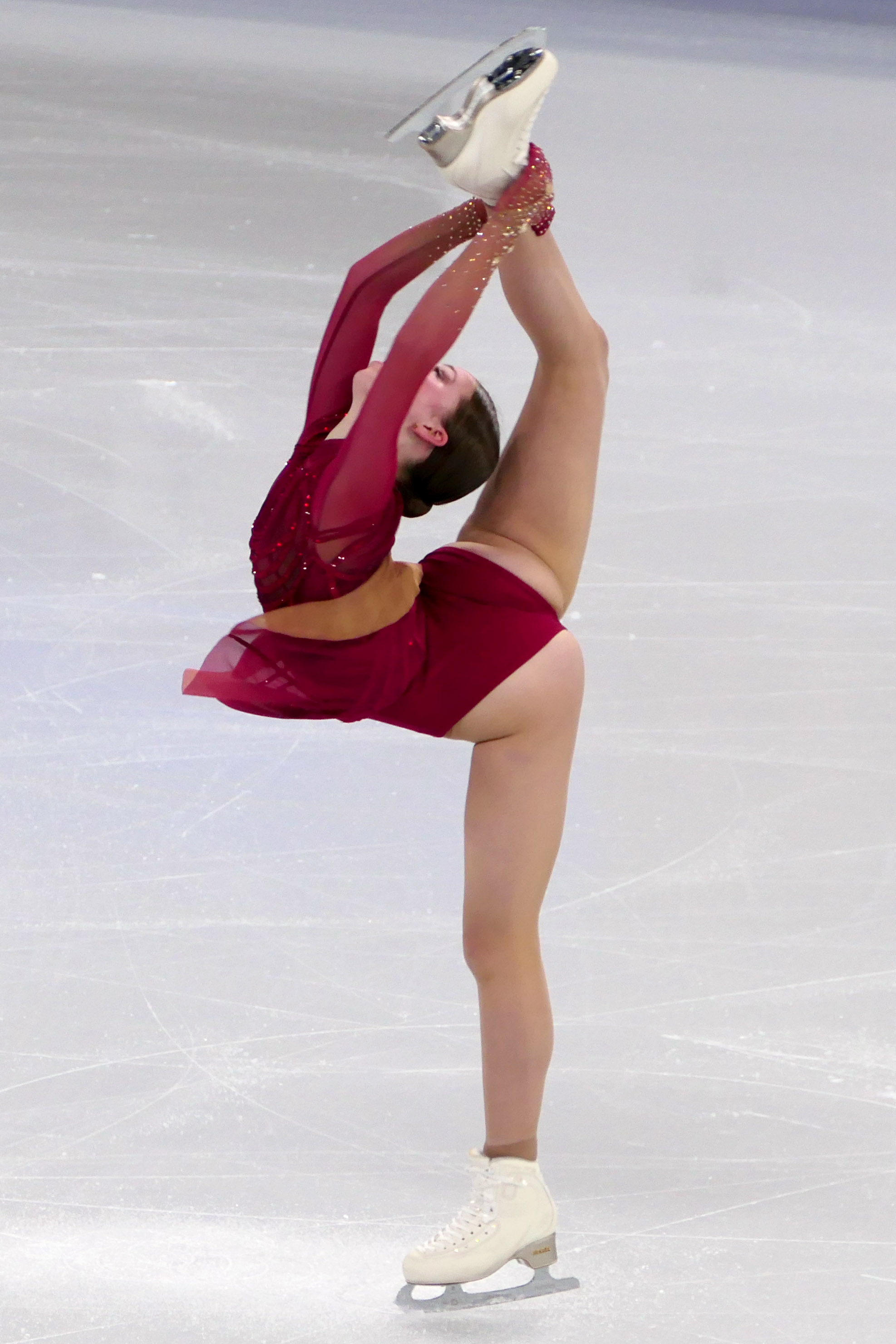
Nina Pinzarrone si esibisce nel programma libero femminile ai Campionati mondiali di pattinaggio di figura 2024.

All'inizio della stagione 2023-24 al Trofeo CS Lombardia 2023 Nina Pinzarrone concluse la competizione al nono posto. Successivamente venne invitata anche a partecipare al Trofeo di Shanghai, arrivando quarta su sei pattinatrici.
Al suo debutto nel Gran Prix dopo i ritiri dell'anno precedente, la Pinzarrone apparse per prima al Gran Prix di Francia del 2023, dove si classificò quarta nel programma corto con un nuovo record personale di 65,74 punti, a soli 0,99 punti dalla seconda classificata, la pattinatrice georgiana Anastasija Gubanova. Stabilì successivamente un altro nuovo record personale nel programma libero (133.06) salendo al secondo posto assoluto. La sua medaglia d'argento l'ha resa la seconda donna belga a medagliare nel Gran Prix dopo la Hendrickx. La settimana prima del suo secondo incarico nel Gran Prix apparse ai suoi primi campionati belgi senior. Con il ritiro di Loena Hendrickx per malattia, Pinzarrone vinse il suo primo titolo nazionale con più di quaranta punti di distacco. Al Trofeo NHK 2023, la Pinzarrone si piazzò seconda in entrambi i segmenti, ma terza assoluta, vincendo la medaglia di bronzo e qualificandosi per la prima volta alla Finale del Gran Prix. In finale concluse la competizione al quarto posto.
Nina Pinzarrone entrò ai campionati europei 2024 come favorita del podio dopo i suoi risultati nella prima metà della stagione. Si classificò seconda nel programma corto con un record personale di 69,70 punti, meno di un punto davanti alla terza classificata, la pattinatrice georgiana Anastasija Gubanova, campionessa in carica del titolo europeo. Nel programma libero, quattro dei suoi salti vennero considerati sottorotati di un quarto, arrivando quindi terza in quel segmento e piazzandosi terza assoluta dietro la connazionale Loena Hendrickx e alla campionessa in carica, Anastasija Gubanova. Con la sua medaglia di bronzo insieme all'oro della Hendrickx, il Belgio ha avuto per la prima volta due donne sul podio europeo, con la Pinzarrone anche solo la seconda donna (dopo Hendrickx) a salire sul podio europeo.
In vista dei Campionati del mondo del 2024 a Montreal, Pinzarrone venne colpita da epistassi che ostacolò il suo allenamento e le sue prestazioni. Prima del programma libero, le venne cauterizzato il naso senza anestesia, riuscendo in seguito a pattinare con un batuffolo di cotone nella narice. Concluse la performance classificandosi quindicesima.

### Stagione 2024-25
Nina Pinzarrone iniziò la stagione 2024-25 prendendo parte alle prime prove del Grand Prix ISU 2024-25. Il 19 ottobre 2024, al termine dello Skate America 2024, si classificò quarta dietro l'americana Isabeau Levito, con soli 1,22 punti di distacco.
Successivamente prese parte all'Internationaux de France 2024, svoltosi tra il primo e il 3 novembre 2024 ad Angers, nei Paesi della Loira. Nel programma corto si classificò sesta con 62,72 punti, con un divario di 4,16 dalla quinta classificata, la giapponese Rion Sumiyoshi. Nel programma libero si posizionò di nuovo al sesto posto, concludendo con 184,67 punti totali.

## Programmi
| Season    | Programma corto | Free skating | Exhibition                                                              |
| --------- | --- | --- | ----------------------------------------------------------------------- |
| 2023-2024 | - Charms (da W.E.) di Abel Korzeniowski Coreografia di Benoît Richaud                                                  | - Adagio of Spartacus and Phrygia - The Via Appia and Dance of the Shepherd and Shepherdess (da Spartacus) di Aram Chačaturjan eseguita da André Rieu Coreografia di Benoît Richaud | - Méditation (da Thaïs) di Jules Massenet Coreografia di Benoît Richaud |
| 2022-2023 | - Méditation (da Thaïs) di Jules Massenet Coreografia di Benoît Richaud                                                | - Buon giorno principessa di Nicola Piovani - Bello così (da La vita è bella) di Noa e Nicola Piovani - La vie est belle di André Rieu Coreografia di Benoît Richaud                |                                                                         |
| 2021–2022 | - I Will Wait for You (da Les Parapluies de Cherbourg) di Michel Legrand e Norman Gimbel Coreografia di Benoît Richaud | - Benediction and Dream - The Floating Bed - Solo Tú (da Frida) di Elliot Goldenthal Coreografia di Benoît Richaud                                                                  |                                                                         |

## Palmarès
GP: Grand Prix; CS: Challenger Series; JGP: Junior Grand Prix
| Internazionali | Internazionali | Internazionali | Internazionali | Internazionali | Internazionali | Internazionali | Internazionali | Internazionali |
| Evento | 2017-18        | 2018-19        | 2019-20        | 2020-21        | 2021-22        | 2022-23        | 2023-24        | 2024-25        |
| --- | -------------- | -------------- | -------------- | -------------- | -------------- | -------------- | -------------- | -------------- |
| Campionati mondiali |                |                |                |                |                | 11ª            | 15ª            | 7ª             |
| Campionati europei |                |                |                |                |                | 5ª             | 3ª             | 3ª             |
| GP Finale |                |                |                |                |                |                | 4ª             |                |
| GP Trophée Eric Bompard |                |                |                |                |                |                | 2ª             | 6ª             |
| GP NHK Trophy |                |                |                |                |                |                | 3ª             |                |
| GP Skate Canada |                |                |                |                |                | R              |                |                |
| GP Skate America |                |                |                |                |                |                |                | 4ª             |
| GP John Wilson Trophy |                |                |                |                |                | R              |                |                |
| CS Golden Spin |                |                |                |                |                | R              |                | 2ª             |
| CS Lombardia |                |                |                |                |                | R              | 9ª             |                |
| CS Tallinn Trophy |                |                |                |                |                |                |                | 1ª             |
| Challenge Cup |                |                |                |                |                | 4ª             | R              |                |
| Latvia Trophy |                |                |                |                |                | 2ª             |                |                |
| Shanghai Trophy |                |                |                |                |                |                | 4ª             |                |
| Internazionali: categoria Junior |                |                |                |                |                |                |                |                |
| Campionati mondiali |                |                |                |                | 11ª            |                |                |                |
| JGP Francia II |                |                |                |                | 6ª             |                |                |                |
| JGP Slovenia |                |                |                |                | 5ª             |                |                |                |
| Antwerp Diamond Trophy |                |                | 1ª             |                |                |                |                |                |
| Challenge Cup |                |                |                |                | 7ª             |                |                |                |
| Coupe du Printemps |                |                |                |                | 2ª             |                |                |                |
| Dragon Trophy |                |                |                |                | 1ª             |                |                |                |
| Egna Spring Trophy |                |                |                | 1ª             |                |                |                |                |
| Icelab International Cup |                |                |                |                | 1ª             |                |                |                |
| Santa Claus Cup |                |                |                |                | 1ª             |                |                |                |
| Skate Helena |                |                |                | 1ª             |                |                |                |                |
| Sofia Trophy |                |                |                | 1ª             |                |                |                |                |
| Internazionali: Advanced novice |                |                |                |                |                |                |                |                |
| Antwerp Diamond Trophy | 1ª             | 1ª             |                |                |                |                |                |                |
| Bavarian Open |                | 8ª             | 3ª             |                |                |                |                |                |
| Challenge Cup |                | 2ª             | 7ª             |                |                |                |                |                |
| Coupe du Printemps | 2ª             | 5ª             |                |                |                |                |                |                |
| Ice Talent Trophy |                | 1ª             | 1ª             |                |                |                |                |                |
| Kempen Trophy | 1ª             |                |                |                |                |                |                |                |
| Prague Ice Cup |                |                | 1ª             |                |                |                |                |                |
| Santa Claus Cup |                | 2ª             | 2ª             |                |                |                |                |                |
| Triglav Trophy |                | 2ª             |                |                |                |                |                |                |
| Volvo Open Cup | 2ª             |                |                |                |                |                |                |                |
| Nazionali |                |                |                |                |                |                |                |                |
| Campionati del Belgio |                |                |                |                |                |                | 1ª             |                |
| Campionati del Belgio juniores | 1ª             | 2ª             | 1ª             | C              | 1ª             |                |                |                |
| CS = Challenger Series; GP = Grand Prix; JGP = Junior Grand Prix; S = risultato della squadra; P = risultato personale; R = Ritirata; C = Evento cancellato |                |                |                |                |                |                |                |                |